# Ремисмунд
Ремисмунд (Римисмунд) — король свевов (464 — не ранее 469).

## Биография

### Раздробленность у свевов
Иордан утверждал, что Ремисмунд был избран королём свевов в Галисии (теперь западная Испания и северная Португалия) по прямому приказу и при поддержке короля вестготов Теодориха II. Якобы свевы послали к Теодориху посольство (среди которого, возможно, находился и Ремисмунд), с просьбой назначить им короля, что вестготский повелитель и исполнил, разрешив им избрать Ремисмунда. Однако в этом вопросе нельзя полностью доверять готскому историку. Во-первых, он рассматривал историю с точки зрения патриота-гота, а во-вторых, он был отдалён от происшедших событий почти на сто лет. Современный данным событиям хронист Идаций повествовал, что после смерти Рехиара и неудачной попытки вестгота Агривульфа захватить власть, монархия на несколько лет прекратила существование, и свевы вернулись к правлению военных вождей, не связанных между собой родственными узами, а часто и воевавших друг с другом. Из его рассказа, а также и из свидетельств другого хрониста Исидора Севильского известны следующие претенденты на свевский престол: Мальдра, Фрамтан, Фрумар, Рехимунд, возможно, были и другие.

### Отношения с претендентом на престол Фрумаром
Согласно Исидору Севильскому, Ремисмунд был сыном Мальдры. После смерти последнего началась распря за королевский титул между Фрумаром и Ремисмундом. При этом Фрумара обосновался на северо-западе Галисии, где он разрушил, вместе со своими людьми, город Флавию (Flavium Brigantium, совр. Корука). Ремисмунд же располагался в северо-восточном углу Галисии (на территории современной провинции Астурия), где он свою очередь опустошил наиболее близкие к нему приморские города Аурегу и Луку (вероятно, имеется в виду Лукус Астурум (Lucus Asturum; вблизи современного Овьедо). Как видно, оба претендента боролись не только между собой, но продолжали притеснять испано-римское население северной части провинции Галисия. Южная часть Галисии, очевидно, находилась в руках вестготов.

### Воссоединение свевов под своей единой властью
После смерти Фрумара Ремисмунду удалось вновь соединить всех свевов Галисии под своей королевской властью. Также он заключил мир с испано-римским населением этой провинции. Видимо, всё же Ремисмунд опирался на помощь вестготского короля Теодориха II и находился в зависимом от него положении. Исидор Севильский отмечает, что свевский король посылал готскому королю посольства с целью заключения союза и, что в ответ Теодерих пожаловал ему оружие и супругу. Очевидно, что вестготский король сделал Ремисмунда «сыном по оружию» (то есть зависимым от него королём). Данная ему в жёны женщина, вряд ли была дочерью короля вестготов, иначе Исидор не приминул бы об этом упомянуть. В качестве посла к Ремисмунду Теодорих назначил некого Саллу. Когда же Салла вернулся в Галлию, он обнаружил, что Теодорих в 466 году был убит собственным братом Эйрихом.

### Расширение границ
Воспользовавшись сменой королей у вестготов, Ремисмунд начал проводить более агрессивную политику. Ещё в 465 году в Коимбре варвары-свевы ограбили «благородную семью» некоего Кантабра. Видимо, в этой своей политике свевский король опирался на союз с королём вандалов Гейзерихом. В 468 году Идаций отмечал прибытие в Галисию вандальских послов из Африки, хотя он и не раскрывает целей посольства (вероятно, потому что не знал их), но вряд ли оно носило мирный характер. В том же году Ремисмунд вторгся в Лузитанию и взял Коимбру. Хотя Идаций сообщал, что многие испанские города были захвачены агрессорами-свевами, а некоторые даже не один раз, однако он только в одном месте отмечает о городе, в котором не осталось жителей. И это единственное исключение — Коимбра. Город был застигнут врагом врасплох в мирное время и разграблен. Некоторые дома и часть городских стен были разрушены. Горожане были захвачены в плен, другая часть их рассеялась, и город опустел. Однако, это не стало концом Коимбры. На Втором соборе в Браге в 572 году этот город был представлен своим епископом Мартином: то есть, очевидно, жители покинули город лишь на короткое время.
В 469 году Ремисмунд захватили город Олисипона (современный Лиссабон), благодаря предательству иберо-римлянина Лусидия, который став политическим руководителем своего родного города, отдал его в руки свевов. В одной из последних записей «Хроники» Идаций сообщает, что король Ремисмунд послал Лусидия с дипломатической миссией к императору Прокопию Антемию вместе с группой свевов.
На 469 году «Хроника» Идация обрывается (видимо, в связи со смертью хрониста), поэтому дальнейший ход событий и продолжительность правления Ремисмунда не известны.

### Принятие арианства
Правление Ремисмунда примечательно тем, что при нём язычники свевы приняли христианство: по примеру вестготов в арианской форме. Исидор Севильский отмечал, что при Ремисмунде к свевам прибыл из вестготской части Галлии миссионер Аякс, которого он называет «галатом по рождению, впавшим в арианство» и «он принёс гнилой яд этого вероучения всему народу свевов». Хотя Исидор называет Аякса галатом (то есть кельтом), однако он определенно был римлянином. Несмотря на это, он принёс свевам христианство такого толка, который был ему ближе.